# Як добре те, що смерті не боюсь я
«Як добре те, що смерті не боюсь я…» — вірш українського поета XX століття, перекладача, літературознавця, правозахисника Василя Семеновича Стуса. Вірш спочатку увійшов до збірки "Час творчості / Dichtenszeit", написаної поетом під час слідства після першого арешту 1972 року у камері попереднього ув'язнення Київського республіканського КДБ. 

## Текст вірша
| Як добре те, що смерті не боюсь я і не питаю, чи тяжкий мій хрест. Що вам, богове, низько не клонюся в передчутті недовідомих верств. Що жив-любив і не набрався скверни, ненависті, прокльону, каяття. Народе мій, до тебе я ще верну, і в смерті обернуся до життя своїм стражденним і незлим обличчям, як син, тобі доземно поклонюсь і чесно гляну в чесні твої вічі, і чесними сльозами обіллюсь. Так хочеться пожити хоч годинку, коли моя розів'ється біда. Хай прийдуть в гості Леся Українка, Франко, Шевченко і Сковорода. Та вже! Мовчи! Заблуканий у пущі, уже не ремствуй, позирай у глиб, у суще, що розпукнеться в грядуще і ружею заквітне коло шиб. 20.01.1972 | Як добре те, що смерті не боюсь я і не питаю, чи тяжкий мій хрест, що перед вами, судді, не клонюся в передчутті недовідомих верст, що жив, любив і не набрався скверни, ненависті, прокльону, каяття. Народе мій, до тебе я ще верну, як в смерті обернуся до життя своїм стражданням і незлим обличчям. Як син, тобі доземно уклонюсь і чесно гляну в чесні твої вічі і в смерті з рідним краєм поріднюсь. листопад 1975 |
| --- | --- |

## Сюжет вірша
Поезія «Як добре те, що смерті не боюсь я…» є своєрідним поетичним громадянським маніфестом, і поетичною молитвою (медитацією), і заповітом, який показує роздуми ліричного героя (автора) про власну трагічну, але невідворотну долю, незламність, здатність залишатися людиною за будь-яких обставин, переживання за рідну країну, мрії про єдність народу. Цей вірш звучить як кредо автора.

## Літературний аналіз твору

### Метрика і строфіка
Віршовий розмір: п'ятистоповий ямб. Римування перехресне (abab) з чергуванням жіночих та чоловічих клаузул (жчжч). Вірш записано без графічного поділу на строфи (астрофічний твір)

### Жанрові особливості
За мотивами й настановою вірш «Як добре те, що смерті не боюсь я…» близький до «Заповіту» Тараса Шевченка, зокрема передбаченням власної загибелі на чужині. Твір містить традиційні для Василя Стуса авторські неологізми («недовідомих»), оксиморони («в смерті обернуся до життя»). Святість і вартісність справи, за яку бореться герой твору посилюється біблійним образом несення тяжкого хреста, а сам герой асоціюється з образом Ісуса Христа, що сам ніс свій тяжкий хрест і був на ньому розіп'ятий.
У вірші помітні мотиви екзистенційності, антеїзму і карідоцентризму, та есхатологічні мотиви.

## Історико-критичний аналіз
Вірш написано 20 січня 1972 року в камері попереднього ув'язнення слідчого ізолятора Київського республіканського КДБ на восьмий день першого арешту Василя Стуса, який відбувся 12 січня 1972 року. 1975 року під час операції на шлунку у ленінградській лікарні для в’язнів ім. Гааза, де Стусу видалили 2/3 шлунка він пережив стан клінічної смерті й за кілька днів створив нову версію вірша. 
|                                                                                | В умовах, коли весь простір дихав смертельною небезпекою українські політв’язні виробляли духовний імунітет проти страху перед фізичним небуттям, який найяскравіше передано промовистою філософською інвективою Василя Стуса: «Як добре те, що смерті не боюсь я». |
| — Ярослав ГАРАСИМ, український фольклорист, доктор філологічних наук, професор | |

|                                                                                                | «Компенсація» за страждання була справді королівською. Відкривався новий — нелінійний — вимір часу, вимір, що пришвидшив з'яву нових текстів: геть інших за формою, м'якших, сказати б, прийнятніших для українського читача.Творчі шукання останніх років вибухнули зміщенням часових площин, кристалізацією змісту й переживань, безжальним витісненням літературщини й філологічної води, якоюсь майже нелюдською емоційною наповненістю кожної миті. Та й чи може бути інакше, коли кожен момент життя відчувається немов останній. Стус не лише вирвався з періоду межичасся, він встановив свій — Стусівський — час. Відчув це і не злякався цього солодкого відчуття. А довірившись, уже без будь-якого страху, декларував: Як добре те, що смерті не боюсь... |
| — Дмитро СТУС, український письменник, літературознавець, редактор, кандидат філологічних наук | |

## Переклади
| Англійською | Словацькою | Російською | Польською |
| --- | --- | --- | --- |
| How good it is that I’ve no fear of dying Nor ask myself how ponderous my toil Nor bow to cunning magistrates, decrying Presentiments of unfamiliar soil, That I have lived and loved, yet never burdening My soul with hatred, curses or regret. My people! It is to you I am returning. In death I somehow find my fate. I turn my pained but goodly face to living And in filial prostration I begin. I meet your eyes in fair thanksgiving And join my kindred earth as closest kin. Переклад Марка Коринюка | Ako dobre, že sa smrti nebojím, nepýtam sa aký ťažký je môj kríž, a pred Vami, moji sudcovia, hlavu nikdy neskloním. V predtuche neznámych diaľav ja žil som, miloval som, nepošpinil som sa vašim pachom a nenávisť pokáním prekleniem. Národ môj, ja k tebe ešte cestu nájdem, pred smrťou životu dám prednosť v utrpení, no i láske môjho zraku. Až po zem sa ti ako tvoj dobrý syn pokloním, so cťou sa pozriem do tvojich čestných očí a po smrti sa navždy k rodnému kraju pritúlim. Переклад Мирослава Даніша | Как хорошо, что смерти не боюсь я, не озабочен, что тяжёл мой крест, что перед вами, судьи, не согнусь я в предчувствии незнанных вёрст и мест, что жил, любил и не набрался скверны и злобы — я на долю не ропщу. Тебе, народ мой, я останусь верным, и после смерти к жизни возвращусь своим страданьем и лицом незлобным. Как сын тебе я низко поклонюсь, взгляну в глаза — а в них огонь свободы — и в смерти с Украиной породнюсь. Переклад Тетяни Камінської | Jak dobrze, że śmierci się nie lękam I nie pytam, czy ciężki jest mój krzyż, przed tobą obłudny sędzio nie klękam w przeczuciu dróg co zaprowadzą wzwyż. Że żyłem – kochałem i nie zhańbiłem się nienawiścią, przekleństwem ni skruchą. Переклад Володимира Мокрого |
| | | Как хорошо, что смерти не боюсь. Несу тяжелый крест через погосты. Предчувствуя неведомые версты, перед судом лукавым не клонюсь. Хоть я сполна изведал жизни вкус, но не набрался подлости и скверны. О, мой народ, тебе останусь верным и к вечной жизни в смерти обернусь. Склонюсь я до земли перед тобой, в твои глаза вгляжусь, благоговея. И обручусь с родной землей моей. Переспів Петра Старчика, виконується як бардівська пісня                        | |
| Турецькою | | | |
| Ne güzel ölümden korkmayıp Sırtımdaki çarmıhın ağır olup olmadığını sormuyorum. Yargıçlar, önünüzde eğilmeyip Yetecek kadar bilinmeyen mesafeleri bekliyorum. Yaşardım, severdim ama ... Izin vermedim nefret, lanet, pişmanlık ve pislikle kirletilmeme. Halkım benim, döneceğim sana... Hayata dönerim ölümümde Acı çeken ama kızgın olmayan yüzüm ile. Bir evlat olarak tam yerlere eğilip önünde Bakacağım dürüstçe dürüst gözlerine Ve anavatanımla akraba olacağım ölümde. Переклад Ольги Вірник           | | | |

## Цікаві факти
- Ориґінал вірша «Як добре те, що смерті не боюсь я…» став епіграфом до антології «Повернення невідомих» («Powroty nieobiecnych»)[12]
- «Як добре те, що смерти не боюсь я…» — одна з поезій — лейтмотивів фільму другого «У білій стужі сонце України» кінотрилогії «Просвітлої дороги свічка чорна. Пам’яті Василя Стуса» (режисер Станіслав Чернілевський)[13]
- «Як добре те, що смерти не боюсь я…» — одна з найбільш тиражованих медіалінгвістичних одиниць [14]

### Декламації
- «Як добре те, що смерті не боюся я» в читанні Козака Михайлика на сайті YouTube (укр.)
- «Як добре те, що смерті не боюся я» в читанні  Ігоря Мурашка. Аудіокнига.UA на сайті YouTube (укр.)
- Капелюх Що Говорить (Олекс Степ) - Як добре те, що смерті не боюсь я на сайті YouTube (укр.)

### Музичні інтерпретації
- АПОКРИФ - Як добре те, що смерті не боюсь я (сл. В. Стус)(РЕП ДО ЗНО) на сайті YouTube (укр.)
- гурт Screamers - Як добре те, що смерті не боюсь я (сл. В. Стус, муз.гурт Screamers) на сайті YouTube (укр.)
- Віктор Морозов співає пісню на слова Василя Стуса "Як добре те, що смерті не боюсь я"